# Супринское сельское поселение
Супринское се́льское поселе́ние — муниципальное образование в Вагайском районе Тюменской области Российской Федерации.
Административный центр — село Супра.

## История
Статус и границы сельского поселения установлены Законом Тюменской области от 5 ноября 2004 года № 263 «Об установлении границ муниципальных образований Тюменской области и наделении их статусом муниципального района, городского округа и сельского поселения».

## Население
| 2010  | 2011  | 2012  | 2013  | 2014  | 2015  | 2016  |
| ----- | ----- | ----- | ----- | ----- | ----- | ----- |
| 1603  | ↘1600 | ↘1551 | ↘1509 | ↘1491 | ↘1483 | ↘1469 |
| 2017  | 2018  | 2019  | 2020  | 2021  | 2023  |       |
| ↘1429 | ↗1435 | ↘1385 | ↘1381 | ↘889  | ↘845  |       |

## Состав сельского поселения
| № | Населённый пункт | Тип населённого пункта       | Население |
| - | ---------------- | ---------------------------- | --------- |
| 1 | Иртыш            | посёлок                      | 454       |
| 2 | Курья            | посёлок                      | 420       |
| 3 | Малобыкова       | деревня                      | 0         |
| 4 | Первые Салы      | деревня                      | 0         |
| 5 | Супра            | село, административный центр | 702       |
| 6 | Юлташи           | деревня                      | 27        |